# Steve Holt
Steve Holt est le guitariste de groupe de metalcore 36 Crazyfists.

## Biographie
Il joue essentiellement sur des guitares ibanez Sz320 noires.